# Campionati europei di ciclismo su pista 2018 - Inseguimento a squadre maschile
L'inseguimento a squadre maschile ai Campionati europei di ciclismo su pista 2018 si è svolta il 2 e il 3 agosto 2018 presso la Commonwealth Arena and Sir Chris Hoy Velodrome di Glasgow, nel Regno Unito.

## Podio
| Pos.    | Atleta                                                                       | Nazionalità   |
| ------- | ---------------------------------------------------------------------------- | ------------- |
| Oro     | Elia Viviani Michele Scartezzini Filippo Ganna Francesco Lamon Liam Bertazzo | Italia        |
| Argento | Cyrille Thiery Frank Pasche Stefan Bissegger Théry Schir Claudio Imhof       | Svizzera      |
| Bronzo  | Ethan Hayter Kian Emadi Charlie Tanfield Steven Burke Oliver Wood            | Gran Bretagna |

## Risultati

### Qualifiche
I migliori 8 tempi si qualificano al primo turno
| Posizione | Atlete                                                                | Nazione       | Tempo    | Gap     | Note |
| --------- | --------------------------------------------------------------------- | ------------- | -------- | ------- | ---- |
| 1         | Elia Viviani Liam Bertazzo Filippo Ganna Francesco Lamon              | Italia        | 3:56.559 |         | Q    |
| 2         | Claudio Imhof Cyrille Thiery Stefan Bissegger Frank Pasche            | Svizzera      | 3:57.925 | +1.366  | Q    |
| 3         | Benjamin Thomas Adrien Garel Corentin Ermenault Louis Pijourlet       | Francia       | 3:58.254 | +1.695  | Q    |
| 4         | Ethan Hayter Oliver Wood Steven Burke Kian Emadi                      | Gran Bretagna | 3:58.529 | +1.970  | Q    |
| 5         | Aleksandr Evtušenko Lev Gonov Ivan Smirnov Gleb Syritsa               | Russia        | 3:58.746 | +2.187  | Q    |
| 6         | Theo Reinhardt Leon Rohde Nils Schomber Domenic Weinstein             | Germania      | 3:59.627 | +3.068  | Q    |
| 7         | Robbe Ghys Kenny De Ketele Lindsay De Vylder Sasha Weemaes            | Belgio        | 4:00.022 | +3.463  | Q    |
| 8         | Szymon Sajnok Szymon Krawczyk Dawid Czubak Adrian Teklinski           | Polonia       | 4:01.261 | +4.702  | Q    |
| 9         | Raman Tsishkou Yauheni Akhramenka Jaŭheni Karalëk Mikhail Shemetau    | Bielorussia   | 4:03.582 | +7.023  |      |
| 10        | Casper von Folsach Matias Malmberg Oliver Frederiksen Rasmus Pedersen | Danimarca     | 4:06.124 | +9.565  |      |
| 11        | Volodymyr Dzhus Ilya Klepikov Timur Maleev Maksym Vasilyev            | Ucraina       | 4:07.001 | +10.442 |      |
| 12        | Julio Amores Joan Bennassar Marc Buades Illart Zuazubiskar            | Spagna        | 4:15.166 | +18.607 |      |

### Primo turno
I migliori 2 tempi accedono alla finale per l'oro, il terzo e quarto tempo a quella per il bronzo
| Posizione | Batteria | Atlete                                                              | Nazione       | Tempo    | Note |
| --------- | -------- | ------------------------------------------------------------------- | ------------- | -------- | ---- |
| 1         | 4        | Elia Viviani Liam Bertazzo Filippo Ganna Francesco Lamon            | Italia        | 3:54.778 | Q    |
| 2         | 3        | Claudio Imhof Cyrille Thiery Stefan Bissegger Frank Pasche          | Svizzera      | 3:56.452 | Q    |
| 3         | 4        | Ethan Hayter Steven Burke Kian Emadi Charlie Tanfield               | Gran Bretagna | 3:56.007 | q    |
| 4         | 1        | Theo Reinhardt Leon Rohde Nils Schomber Domenic Weinstein           | Germania      | 3:56.852 | q    |
| 5         | 2        | Szymon Sajnok Szymon Krawczyk Dawid Czubak Bartosz Rudyk            | Polonia       | 3:58.781 |      |
| 6         | 2        | Aleksandr Evtušenko Lev Gonov Ivan Smirnov Gleb Syritsa             | Russia        | 3:59.095 |      |
| 7         | 1        | Robbe Ghys Kenny De Ketele Lindsay De Vylder Sasha Weemaes          | Belgio        | 3:59.519 |      |
| 8         | 3        | Benjamin Thomas Adrien Garel Aurelien Costeplane Corentin Ermenault | Francia       | 4:08.283 |      |

### Finali
| Classifica           | Atlete                                                         | Nazione       | Tempo    | Gap    |
| -------------------- | -------------------------------------------------------------- | ------------- | -------- | ------ |
| Finale per l'oro     |                                                                |               |          |        |
| 1                    | Elia Viviani Michele Scartezzini Filippo Ganna Francesco Lamon | Italia        | 3:55.401 |        |
| 2                    | Cyrille Thiery Frank Pasche Stefan Bissegger Théry Schir       | Svizzera      | 3:56.072 | +0.671 |
| Finale per il bronzo |                                                                |               |          |        |
| 3                    | Ethan Hayter Kian Emadi Charlie Tanfield Steven Burke          | Gran Bretagna | 3:57.463 |        |
| 4                    | Theo Reinhardt Leon Rohde Domenic Weinstein Nils Schomber      | Germania      | 4:00.007 | +2.544 |